# Râul Fața
Râul Fața este un afluent al râului Timișana. 

## Hărți
- Harta județului Timiș